# Superfície de Fermi
A Superfície de Fermi é definida como a superfície de energia constante {\displaystyle \epsilon _{F}} no espaço recíproco. Na temperatura do zero absoluto, a superfície de Fermi separa os orbitais vazios dos orbitais ocupados. Como a corrente elétrica se deve a mudanças na ocupação dos estados próximos da superfície de Fermi, a forma e volume desta determina as propriedades elétricas de um metal. Além disso, a superfície de Fermi também é útil para determinar propriedades térmicas, magnéticas e ópticas dos metais.

## Teoria
Muitas das propriedades de um material podem ser calculadas ignorando a dinâmica das interações dos elétrons entre si e com rede cristalina. Porém, existem aproximações de interações fracas entre elétrons e a rede, ou seja, assumindo que eles se movem em um potencial periódico fixo que é criado por uma rede perfeitamente rigida de íons  e por uma distribuição média de elétrons.
Como estamos interessados em descrever apenas os elétrons exteriores, podemos incluir ao potencial efetivo um termo fortemente repulsivo representando o principio de exclusão de Pauli e o fato das funções de onda do núcleo e do estado de condução serem ortogonais entre si. Esse potencial é chamado de pseudopotencial e é aproximadamente zero, devido a soma do termo repulsivo e do termo atrativo, para a maior parte dos casos.
As soluções da equação de Schrodinger com um pseudopotencial fornecem o número de autoestados da partícula única, e variam continuamente com o vetor de onda k, assim elas podem ser expressas como uma sequência de funções continuas de k, {\displaystyle \Psi _{n}(\mathbf {k,r} ),E_{n}(\mathbf {k} )}, onde n é o número da n-ésima banda de energia.
Essas funções são periódicas no espaço recíproco, e para contar cada estado apenas uma vez, vamos nos restringir apenas à primeira zona de Brillouin. Na temperatura de zero absoluto, os elétrons em um sólido preenchem os estados de energia começando pelo estado mais baixo. O número total de elétrons determina quantas bandas disponíveis serão preenchidas com elétrons e se as últimas bandas serão preenchidas ou ficarão parcialmente vazias. Como estamos interessados em estudar os metais, vamos considerar apenas os casos onde as bandas são parcialmente preenchidas.
Se a n-ésima banda está parcialmente preenchida, os orbitais ocupados e os orbitais vazios da primeira zona de Brillouin são separados pela superfície de Fermi, que é definida como {\displaystyle E_{n}(\mathbf {k_{F}} )=E_{F}}, onde a energia de Fermi, {\displaystyle E_{F}}, é a mais alta energia para a qual existe um estado ocupado.
Um modelo simples para superfície de Fermi, o gás de elétrons livre, é obtido negligenciando os efeitos da não uniformidade do potencial sentido pelos elétrons na banda de condução. A energia de cada elétron é dada pela energia de partícula livre:
{\displaystyle E(\mathbf {k} )={\frac {\hbar ^{2}}{2m}}\mathbf {k} ^{2}}
onde estados de baixa energia {\displaystyle E(\mathbf {k} )<E_{F}} preenchem uma esfera perfeita quando a temperatura é igual a zero; a superfície de Fermi é esférica. Para a maioria dos metais essa é uma ótima aproximação para a superfície de Fermi, especialmente pra metais monovalentes, onde a esfera de Fermi encontra-se totalmente na primeira zona de Brillouin.

## Construção da superfície de Fermi
A Figura mostra as três primeiras zonas de Brillouin para uma rede quadrada. O circulo é uma superfície de energia constante para elétrons livres e corresponde a superfície de Fermi para um certo valor da concentração de elétrons. A área total da região ocupada por elétrons no espaço recíproco depende apenas dessa grandeza e é, portanto, independente da interação dos elétrons com a rede. No caso real a superfície de Fermi depende da interação dos elétrons com a rede e, portanto, não é um circulo perfeito.
Devido a inconveniência de se representar as regiões da superfície de Fermi que pertencem a mesma zona em diferentes partes do gráfico, utiliza-se o esquema de zona reduzido. A Figura mostra a superfície de Fermi de elétrons livres da Figura no esquema de zonas reduzido.
As regiões sombreadas representam estados ocupados por elétrons. Partes da superfície de Fermi se estendem até a segunda, terceira e quarta zonas. A quarta zona não está representada na figura, a primeira zona está totalmente ocupada.
Para passar das superfícies de Fermi de elétrons livres para elétrons quase livres de forma quantitativa é necessário a realização de complexos cálculos matemáticos, porém existe uma uma maneira qualitativa de se prever as formas das superfícies de Fermi para elétrons quase livres, levando em consideração os seguintes fatos:
- A interação do elétron com o potencial periódico da rede dá origem a zonas proibidas nos limites da zona de Brillouin.
- Quase sempre a superfície de Fermi intercepta os limites das zonas perpendicularmente.
- O potencial da rede arredonda os vértices das superfícies de Fermi.
- O volume total contido na superfície de Fermi não depende dos detalhes da interação com a rede, mas depende quase exclusivamente da concentração de elétrons.

As superfícies de Fermi para elétrons livres podem ser construídas usando o método de Harrison. Nele são determinados os pontos de rede reciproca e uma esfera de elétrons livres, de raio apropriado para a concentração de elétrons, é traçada com centro em cada um desses pontos. Qualquer ponto do espaço reciproco que esteja no interior de pelo menos uma esfera corresponde a um estado ocupado na primeira zona. Os pontos que estão no interior de pelo menos duas esferas correspondem a estados ocupados da segunda zona e assim por diante.

## Medidas experimentais envolvendo a superfície de Fermi
A superfície de Fermi nos metais é uma prova de que os elétrons no sistema podem ser tratados através da teoria de quase-partículas.
Foi analisado nas seções anteriores que esta superfície é crucial para o entendimento de propriedades térmicas, magnéticas, elétricas e ópticas. Neste sentido, experimentalmente é necessária a existência de ferramentas específicas de modo a elucidar quais os materiais existentes ou mesmo descobrir quais são os formatos da superfície de fermi de determinado composto.
Neste sentido, existem diversas técnicas, como a aplicação do efeito De Haas-van Alphen Effect entre outras que pautam pela utilização de altos campos magnéticos para que ocorra a diferenciação de períodos de oscilação e assim possa-se medir indiretamente o modo com o qual os estados ocupados do material e portanto podendo inferir na superfície de Fermi.
Atualmente, duas técnicas tem tido destaque para se resolver as superfícies de fermi: ARPES, espectroscopia de fotoemissão angularmente resolvida, e STM, microscópio de tunelamento.

### ARPES - Espectroscopia de fotoemissão resolvida em ângulo

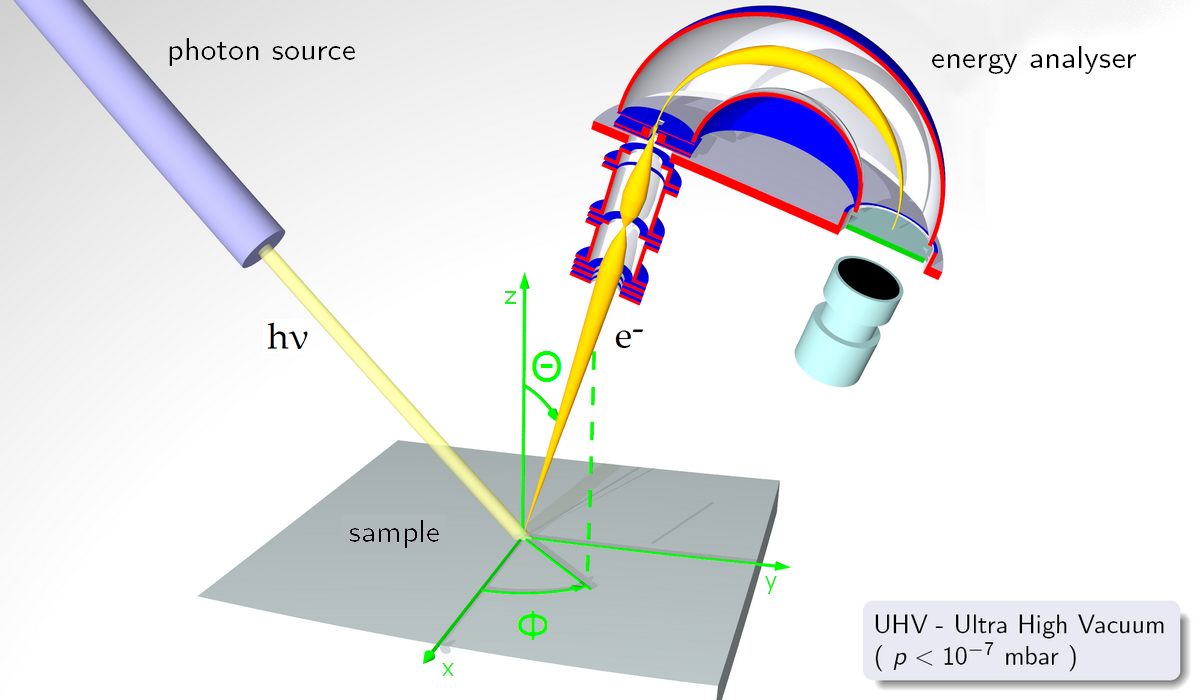
An Experimental Setup of Angle-Resolved Photoemission Spectroscopy

A técnica ARPES é baseada no efeito fotoelétrico, explicado em 1905 por Einstein através do conceito de quanta de energia.
Neste efeito, os elétrons de um material podem absorver um fóton e serem ejetados se a energia do respectivo fóton é maior que a função trabalho do material.
O ARPES funciona da seguinte forma: Uma linha de radiação branca é produzida, através da utilização de um monocromador uma determinada linha é selecionada, esse comprimento de onda é então iluminado em uma amostra. Um detector então analisa os fotoelétrons emitidos pela amostra registrando a energia e o ângulo de incidência do feixe. As resoluções atuais são de aproximadamente 2 meV e 0,2° em sofisticados experimentos feitos em síncrotrons ao redor do mundo.
{\displaystyle \hbar k_{i||}=\hbar k_{f||}={\sqrt {2mE}}sin\theta }
{\displaystyle k_{iT}={\frac {1}{\hbar }}{\sqrt {2m(E_{f}cos^{2}\theta +V)}}}
Ao se registrar os ângulos e as energias, é possível através da conservação de energia e do momento da onda nas direções paralela e perpendicular, registrar o valor de V0 que é a distância da energia de Fermi ao nível do vácuo. Fazendo-se um mapa para diversos vetores de onda k, é possível construir um mapa da superfície de Fermi.
Uma das maiores desvantagens da técnica ARPES é a falta de uma informação da superfície de fermi do material como um todo, pois somente é possível a análise de determinadas direções de uma só vez, e devido ao tempo de aquisição das medidas, não é possível garantir que as distribuições eletrônicas permaneçam constantes por longos intervalos temporais.

### STM - Microscopia de tunelamento
A microscopia de tunelamento, uma técnica com capacidade de imageamento em espaço real, com poder de resolução atômica de superfícies.	O STM funciona através da varredura de uma ponta sobre uma amostra. Através da análise da corrente de tunelamento, é possível obter uma espécie de topografia de seu material.
Diferentemente do que ocorre com o ARPES, onde é possível a análise da superfície de fermi, pode-se analisar um determinado material como todo.
Para isso, é necessária a introdução do material a ser analisado dentro de uma outra amostra conhecida. Através da utilização da sobreposição das funções de onda da amostra e da ponta e da regra de ouro de Fermi, foi notado que se o material a ser investigado tem simetria diferente da esférica na superfície de Fermi, como é o caso do Au, Cu e Ag, o espalhamento da onda de tunelamento medida pela ponta será no espaço recíproco (feito através de transformada de Fourier) será a medida da superfície de Fermi de seu material.
Um exemplo de uma superfície de Fermi obtida através do STM é a indicada na Figura, em que é possível visualizar como seria a densidade de estados ocupados de um átomo de cobalto em uma amostra de cobre.